# Аз съм човек и нищо човешко не ми е чуждо
Аз съм човек и нищо човешко не ми е чуждо (на латински: Homo sum, humani nihil a me alienum puto) е крилата фраза на римския писател-комедиограф Публий Теренций от „Самоизтезател“, която е римейк на комедия на Менандър. Често се цитира на латински.
При Теренций има ироничен смисъл. Двама приятели разговарят, като единият упреква другия, че се меси в чужди работи, създава сплетни, предава клюки, интригантства и не мисли за своя дом. На упрека другият отговаря с „Аз съм човек и нищо човешко не ми е чуждо.“. Има и друго вярване за произхода на фразата. Според него, ако се държиш така, както твоето възпитание и характер предполагат, то изразът „Нищо човешко не ми е чуждо“ е доста добро извинение за неприсъщото поведение.
|  | Тази страница частично или изцяло представлява превод на страницата „Я человек, и ничто человеческое мне не чуждо“ в Уикипедия на руски. Оригиналният текст, както и този превод, са защитени от Лиценза „Криейтив Комънс – Признание – Споделяне на споделеното“, а за съдържание, създадено преди юни 2009 година – от Лиценза за свободна документация на ГНУ. Прегледайте историята на редакциите на оригиналната страница, както и на преводната страница, за да видите списъка на съавторите. ВАЖНО: Този шаблон се отнася единствено до авторските права върху съдържанието на статията. Добавянето му не отменя изискването да се посочват конкретни източници на твърденията, които да бъдат благонадеждни. |